# Kärra HF
Kärra HF (Kärra Handbollförening, deutsch: Handballverein Kärra) ist ein schwedischer Handballverein aus Kärra, einem Stadtteil von Göteborg.
Im Jahr 1958 wurde eine Handballabteilung des Vereins Kärra IF (Kärra Idrottsförening) gegründet. 1993 ging aus diesem Verein der reine Handballverein Kärra HF hervor. Der Verein hat mehr als 600 Mitglieder und betreibt 40 Mannschaften. Seit der Saison 2006/07 ist die Heimspielstätte des Vereins die Lillekärr Hallen.
Die erste Damen-Mannschaft stieg nach der Saison 2008/09 aus der Division 1 in die höchste schwedische Spielklasse, die Elitserien, auf. Bis zum Sommer 2011 spielte die Mannschaft in der Elitserien. Nach einer Spielzeit in der Allsvenskan kehrte Kärra HF in die Elitserien zurück, der die Mannschaft zwei Spielzeiten angehörte. Im Jahr 2021 gelang der Damenmannschaft ein erneuter Aufstieg in die höchste schwedische Spielklasse. Die erste Herren-Mannschaft spielte 2009/10 in der zweiten schwedischen Liga, der Allsvenskan.